# Omroepmuseum vzw
De vzw Museum van de Radio- en Televisie-Omroep, afgekort: Omroepmuseum, is een Vlaamse museale vereniging met een uitgebreide collectie productie-, zend- en ontvangstapparatuur, aangevuld met documenten en foto’s, die een beeld schetsen van de geschiedenis van radio en tv op technologisch vlak.
In tegenstelling tot bijvoorbeeld het Nederlands Instituut voor Beeld en Geluid heeft de vereniging vooral aandacht voor omroep-apparatuur en werkwijzen; inhoud (“content”) wordt illustratief gebruikt, radio-en schermmedewerkers komen niet aan bod. In Vlaanderen wordt historische programma-inhoud onder meer ontsloten door het VIAA – Vlaams Instituut voor Archivering en het VRT beeld- en geluidsarchief.
De werking van het Omroepmuseum steunt volledig op onbetaalde vrijwilligers, veelal oudgedienden van de omroep. Wel kan de vereniging rekenen op de steun van de openbare omroep VRT. Zo is de collectie grotendeels in omroepgebouwen ondergebracht. In 2019 bevindt de collectie radio- en audioapparatuur zich voornamelijk in een “bezoekbaar depot” in het VRT-Radiohuis te Leuven, de tv-apparatuur en het documentenarchief in het VRT-Omroepcentrum te Brussel. Een deel bevindt zich op tijdelijke of permanente tentoonstellingen zoals in het Kortrijkse Muziekcentrum Track, of het Centrum Ronde van Vlaanderen in Oudenaarde. Ook producenten van mediaproducties doen geregeld een beroep op de know how en de collectie van het Omroepmuseum.
Verenigingen kunnen mits een afspraak te maken een bezoek brengen aan het Leuvense bezoekbaar depot, gekoppeld aan de VRT-tentoonstelling “100+ jaar radio”. Het Omroepmuseum organiseert ook geregeld opendeurdagen voor individuele bezoekers.
De website van het Omroepmuseum is bedoeld om interesse voor de collectie te wekken. Naast meer technische bijdragen over een aantal opmerkelijke collectiestukken, bevat die ook artikels voor een breed publiek.

## Geschiedenis

### De voorgeschiedenis
Van 1930 tot 1960 had het unitaire België maar één openbare omroep, het Nationaal instituut voor de Radio-omroep, met afdelingen in beide landstalen. In 1960 werd het NIR-INR opgeheven en vervangen door twee eentalige instituten, de BRT en de RTB. Maar zowel de technische als de administratieve diensten bleven gemeenschappelijk en werden ondergebracht in het Instituut van de Gemeenschappelijke Diensten (IGD).
In die periode wou de technische directie afgeschreven apparatuur niet verloren laten gaan zoals dit in het verleden het geval was. In 1972 werd onder haar impuls besloten tot de oprichting van de tweetalige vereniging “vzw Museum van de Radio- en Televisieomroep in België/Musée de la Radiodiffusion et de la Télévision en Belgique asbl”. De collectie bestond hoofdzakelijk uit afgeschreven productieapparatuur en giften van particulieren. De vereniging bleef ook na de opheffing van het IGD in 1977 bestaan, maar de twee omroeporganisaties dreven stilaan uit elkaar en de tweetalige vereniging werd een anachronisme.

### De vzw Omroepmuseum
In het vooruitzicht van de opheffing van de tweetalige vereniging wordt aan Vlaamse kant op 29 februari 1996 de vzw Omroepmuseum opgericht. De vzw “Museum van de Radio- en Televisieomroep in België” wordt in  1998 ontbonden. Er worden twee vereffenaars aangesteld om zoals statutair bepaald de collectie te verdelen tussen de vzw Omroepmuseum  en een op te richten Franstalige vzw. Deze laatste heeft nooit het licht gezien en het aan haar toegewezen deel van de verzameling berust bij de RTBf. In de loop der jaren breidt de collectie van het Omroepmuseum verder uit door het verwerven van apparatuur van omroep- en facilitaire organisaties, in de eerste plaats de VRT, en privépersonen, voornamelijk door schenkingen. Bij de start bevindt het overgrote deel van de collectie zich in het omroepgebouw aan de Auguste Reyerslaan in Schaarbeek, daarna in bergruimtes in het Amerikaans Theater. Nadat de VRT dit gebouw verlaten had komen de stukken op hun huidige bestemming.